# 부커 T. 워싱턴

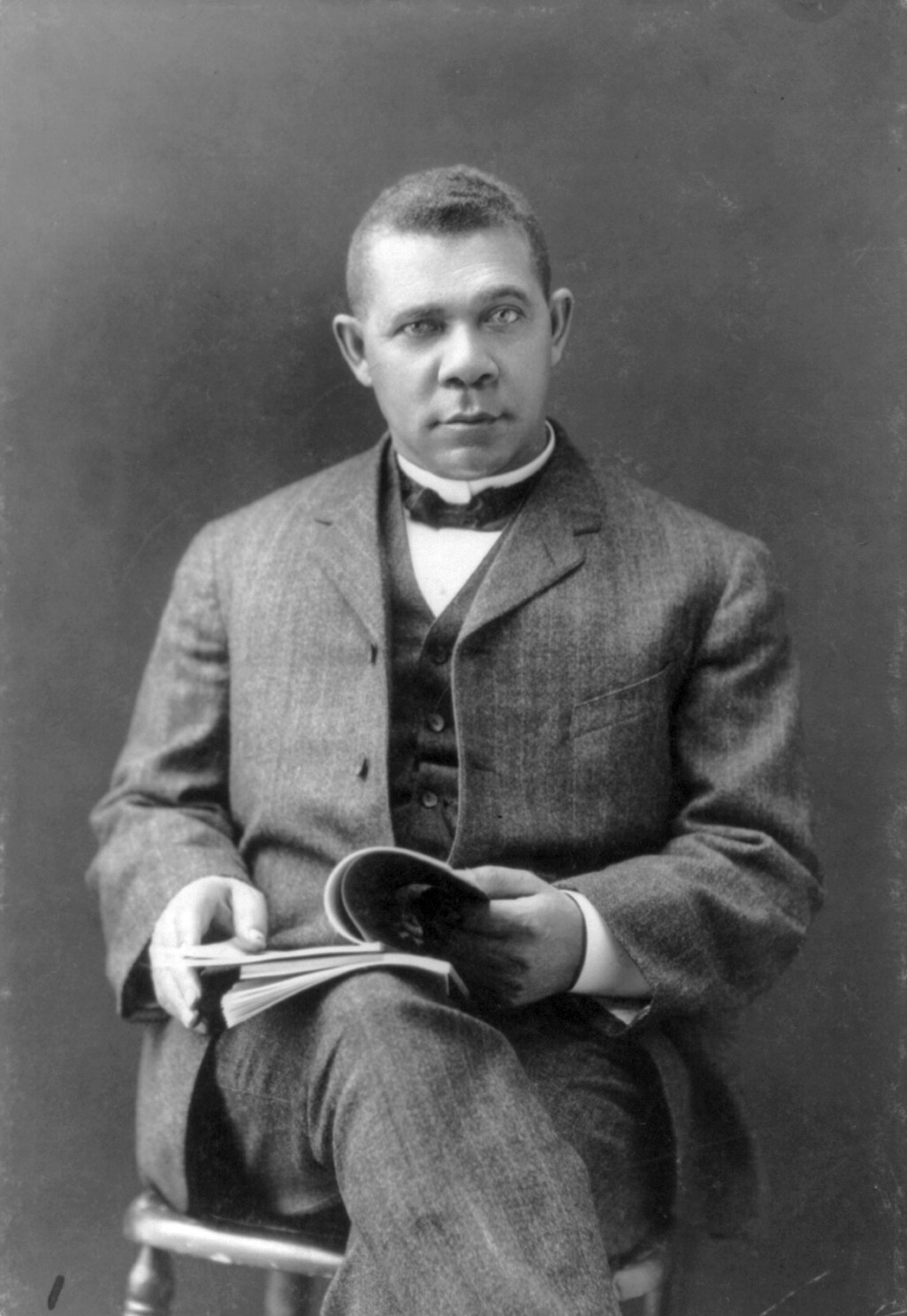

부커 T. 워싱턴(Booker T. Washington, 1856년 4월 5일 ~ 1915년 11월 14일)은 1890년부터 죽을 때까지 미국의 교육자이자 연설가, 흑인 사회의 대표적인 리더로서 활동을 했다. 한국문학사에서 농민문학의 발자취를 남긴 작가인 심훈이 1935년에 쓴 《상록수》에 나올 정도로 한국의 농민운동에도 영향을 준 활동가이다.
그는 노예로 태어나 1865년의 남북전쟁 이후, 자유로운 몸이 되어 흑인의 경제 자립을 돕기 위해 앨라배마에 터스키기 기술학교(Tuskegee Institute)를 설립하였다. 이것은 흑인들이 흑백 평등의 즉각 실현을 위한 투쟁을 포기하고, 백인 우월 체제를 받아들이는 데서 해결점을 찾으려는 타협적인 태도였다.
워싱턴의 타협 정신은 1895년의 애틀랜타 목화 박람회에서 행한 유명한 '손가락 연설'에서 나타난다.
"흑인과 백인은 손가락처럼 갈라져 있다. 그는 그렇지만 서로의 발전을 위해 하나로 합쳐질 수 있다"고 그는 말하였다.
나중에 급진적인 흑인 민족주의자들은 그의 태도를 가리켜 백인에게 순순히 복종하는 '톰 아저씨의 생각(Uncle Tomism)'이라고 비판하였다.
하지만 그 당시 흑인들에게는 다른 방법이 없었다. 국민의 압도적 다수가 흑인을 제2급의 시민으로 깔보고 있는 사회에서 흑인들이 선택할 방법은 아무것도 없었던 것이다.

## 경력
워싱턴은 노예로 태어났으며 어머니는 버지니아주 남서부에 있던 버로우즈 농장(Burroughs Plantation)에서 일하던 흑인노예 제인(Jane)이었다. 그는 백인 남자인 자신의 아버지의 신원은 끝까지 밝히지 못했다.

### 터스키키 학교
1865년에 남북 전쟁이 끝나면서 그와 그의 모친은 자유를 얻었다. 웨스트버지니아에 있는 식염제조공장과 탄광에서 5~6년간 일한 뒤, 워싱턴은 해방된 흑인들을 교육시키기 위해 설립된 햄프턴 전문학교(Hampton Institute)를 찾아갔다. 그는 거기서 공부를 마친 후 교사가 되기 위한 준비를 하기 위해서 웨이랜드 신학교(Wayland Seminary)에 입학했다. 1881년에 햄프턴의 교장 사무엘 암스트롱(Samuel C. Armstrong)은 앨라배마주에 신설된 사범대학인 터스키기 전문학교의 초대 교장으로 워싱턴을 추천했다. 그는 여생을 그 전문학교를 터스키기 대학교로 키워내는 데 바쳤다. 그는 노예해방령으로써 노예에서 벗어나 자유민이 된 흑인 청년들이 페인트 칠, 양철가공 같은 기술, 간병을 배우는 직업교육을 받도록 하여 자신의 노동으로써 살도록 했으며, 농학자인 조지 워싱턴 카버를 교수로 임용하여 청년들은 물론 지역 농민들도 농업을 배우도록 하였다. 조지 워싱턴 카버는 아이오와 농과대학교에서 석사학위를 취득하여 연구원으로 임용되었는데(지도교수가 조지 학생의 성실함과 똑똑함을 눈여겨보고 계시다가, 연구원으로 일하달라고 부탁했다고 한다.), 부커 티 워싱턴의 부름을 받고 터스키기 대학교에서 학생들과 농민들에게 농업을 가르쳤으며, 농민들이 재배한 땅콩을 가공한 상품을 발명하여 농민들의 살람살이가 나아지도록 하였다.

### 인종통합
워싱턴은 1890년부터 1915년까지 미국 흑인사회의 지도적 인물이었는데, 특히 1895년의 아틀란타 연설로 유명해졌다. 많은 정치가들과 대중들에게 그는 아프리카계 미국 시민들의 인기있는 대변자로 여겨졌다. 

### 교육운동
노예해방 이전의 마지막 세대의 대표자 격이었던 워싱턴은 전후 남부사회에서 해방된 흑인들의 교육문제에 관한 믿을 만한 주창자로 널리 인식되었다. 생애 마지막 20년 동안 그는 전국적으로 지지자들을 거느리고 있었는데, 그중에는 흑인 교육자, 목사, 신문편집자, 사업가도 있었고, 특히 사회문제 및 교육문제에 관해 자유주의적인 경향을 가진 자들이 그를 지지했다. 그에 대한 비판자들은 그의 지지자들을 "터스키기파"라고 불렀다. 그는 정치, 자선사업 및 교육분야에서 전국적인 지도자들과 교류를 가졌고 미국의 주요대학들로부터 명예학위를 받았다.
말년에 워싱턴은 1909년에 창설된 전미 흑인 지위 향상 협회의 지도자들로부터 비판을 받았다. 듀보이스(W. E. B. Du Bois)는 공민권을 획득하기 위하여 정치적 행동에 나설 것을 제안했다. 그는 워싱턴을 "위대한 순응주의자"라고 불렀다. 이에 대한 워싱턴의 반응은 흑인들은 수적으로 열세이므로 대결은 재앙을 가져올 것이라는 것이었다. 그는 협력적인 백인들에게 협조하는 것이 결국 인종주의를 극복하는 유일한 길이라고 믿었다.
워싱턴은 인종차별 및 흑인들에 대한 선거권 박탈에 대한 법률적 도전에 은밀하게 큰 기여를 했다. 그는 인종차별 시대의 사회적 현실에 교묘하게 적응함으로써 더 많은 것을 얻을 수 있다고 믿었다.
교육문제에 관한 워싱턴의 노력은 많은 주요 백인 자선사업가들로부터 도덕적 재정적 후원을 얻어내는데 도움이 되었다. 스탠더드오일 사의 헨리 허틀스턴 로져스(Henry Huttleston Rogers), 시어스 로우벅 사의 사장 줄리우스 로젠발드(Julius Rosenwald) 및 코닥 사의 창업자이자 발명가인 조지 이스트먼(George Eastman) 등이 그의 친구가 되었다. 이들과 많은 부유층의 남녀들이 햄프턴 및 터스키기 전문학교를 포함한 그의 사업에 자금을 대주었다.
그 학교들은 교사들을 배출해내기 위해 설립되었다. 그러나 졸업생들은 막상 고향에 돌아가보니 황폐화된 남부에 학교도 교육자재도 몹시 부족하다는 것을 절감하게 되었다. 이를 해결하기 위하여 워싱턴은 그의 자선 조직을 동원하여 남부에 흑인들을 위한 공립학교를 다수 설립하기 위한 기금을 조성했다. 이러한 노력이 결실을 맺어 19세기 말에서 20세기 초에 걸쳐서 남부 전역에 걸쳐서 5,000개 이상의 학교가 설립되었고 흑인들의 자기개발을 위한 재원이 마련되었다. 가난과 인종차별이 흑인 학생들의 삶의 기회를 심각하게 제한하던 시절에 지역 학교는 그 지방의 자랑이자 소중한 자산이었다. 워싱턴의 주요 유산인 시골의 시범 학교들은 1930년대에 로젠발드 재단의 자금지원에 힘입어 그 수가 늘어났다.

## 가족&자녀
워싱턴은 결혼을 3번 했다. 그의 자서전인 "노예의 굴레를 벗고(Up From Slavery)"에서 그는 3명의 부인 모두에게 터스키기에 대한 공헌에 대해 칭찬을 했다. 

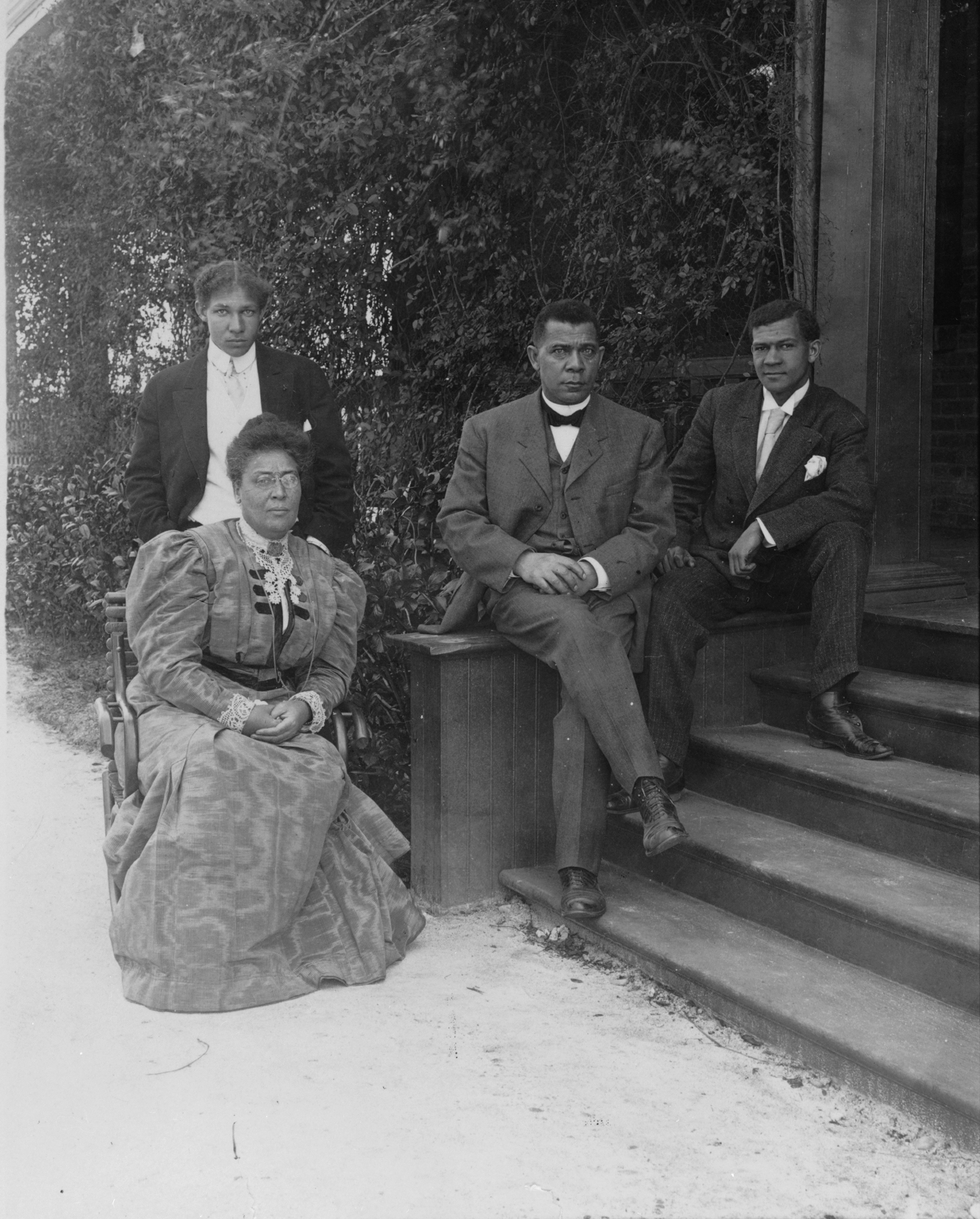
3번째 부인 마거릿과 2명의 아들과 함께

패니 스미스(Fannie N. Smith)는 웨스트버지니아 주의 몰던 출신인데, 워싱턴이 9세에서 16세까지 생활했던 카나와 강변에 있는 바로 그 마을이었다. 그는 평생 그곳과의 인연을 소중히 했다. 워싱턴과 스미스는 1882년 여름에 결혼했다. 그들은 슬하에 자식 한명을 두었는데, 포티아 워싱턴(Portia M. Washington)이었다. 패니는 1884년 5월에 사망했다.
그 후 워싱턴은 1885년에 올리비아 데이빗슨(Olivia A. Davidson)과 재혼했다. 데이빗슨은 오하이오주에서 태어났으며 햄프턴 전문학교와 프래밍엄에 있는 매사추세츠 주립 보통학교에서 공부했다. 그녀는 미시시피주와 테네시주에서 교사생활을 하다가 터스키기로 옮겨왔다. 워싱턴은 데이빗슨이 터스키기의 교사였을 때 그녀를 처음 만났다. 그녀는 터스키기의 부교장이 되었다. 그들은 슬하에 부커 T. 워싱턴 주니어(Booker T. Washington Jr.)와 어네스트 데이빗슨 워싱턴(Ernest Davidson Washington)이라는 두명의 자식을 두었고, 그녀는 1889년에 사망했다.
워싱턴의 3번째 결혼은 1893년에 마가렛 제임스 머레이(Margaret James Murray)라는 여성과 이루어졌다. 그녀는 미시시피주 출신으로 역시 흑인대학이었던 피스크 대학의 졸업생이었다. 그들 사이에서 자식은 태어나지 않았지만 그녀는 워싱턴의 자식들을 기르는 일에 도움이 되었다. 머레이는 워싱턴보다 오래 살았으며 1925년에 사망했다.

## 자서전
- 나의 인생과 업적 이야기(The Story of My Life and Work, 1900)
- 노예의 굴레를 벗고(Up From Slavery, 1901)
- 나의 더 큰 교육(My Larger Education, 1911)
- 최저의 인간(The Man Farthest Down, 1912)

1901년에 처음 출간된 그의 자서전 "노예의 굴레를 벗고(Up From Slavery)"는 오늘날까지도 널리 읽히고 있다.

## 정치와 애틀란타 타협 연설
1895년, 워싱턴의 애틀란타 박람회 연설은 전국의 흑인 및 백인들에게 혁명적인 순간으로 여겨졌다. 그 당시에 그는 듀보이스 (W. E. B. Du Bois)의 지지를 받았었지만, 훗날 선거권 박탈에 대처하는 방법을 놓고 노선 차이를 보임으로써 사이가 벌어졌다. 독자노선을 추구한 듀보이스와 그의 지지자들은 아틀란타 박람회 연설을 "아틀란타 타협 연설"이라고 부르며 워싱턴이 백인들에게 너무 저자세를 보인다고 주장했다.
워싱턴은 백인들의 심한 반발을 피하기 위해 '느린 접근'("go slow" approach)을 지지했다. 이를 위해서는 남부 흑인 청년들이 정치권력과 공민권 및 고등교육의 포기를 받아들여야 했다. 그는 흑인들이 산업교육과 부의 축적 및 남부의 회유에 모든 노력을 집중해야 한다고 믿었다. 워싱턴은 산업교육을 중요시했는데, 이는 당시 흑인들이 얻을 수 있었던 직업에 필요한 기술을 제공해줄 수 있었기 때문이다. 흑인 사회가 전진하기 위해 필요한 안정의 기초를 확립하는 것은 바로 이 기술들을 통해서일 것이었다. 그는 장기적으로 볼 때 흑인들이 책임감있고 믿을만한 미국 시민임을 보여줌으로써 결국은 사회의 완전한 일원이 될 수 있을 것으로 믿었다. 그의 접근방식은 법률상의 완전한 평등보다는 동등한 권리를 위한 첫걸음을 지지했다. 이 첫걸음이 미래의 평등을 뒷받침할 경제력을 가져다줄 것이었다. 이로써 백인들이 가지고 있던 흑인들은 원래부터 어리석고 무능하다는 깊은 편견을 깨뜨릴 수 있을 것이었다.
이러한 자세는 많은 북부출신 흑인들의 생각과는 배치되는 것이었다. 듀보이스는 흑인들이 백인들과 똑같은 고전적인 인문교육을 받고 시민권과 투표권을 행사할 수 있게 되기를 원했다. 그는 자신이 '재능있는 10%'라고 부르는 엘리트들이 나머지 흑인들을 지도하여 다양한 직업을 갖게 할 수 있을 것으로 보았다. 듀보이스와 워싱턴의 차이는 근본적으로 흑인들이 북부와 남부사회에서 어떻게 대접받고 있었는가에서 비롯된 것일 것이다. 두 사람 모두 교육을 통하여 전후 흑인사회를 발전시킬 최선의 방법을 모색하고 있었던 것이다.
이 시기에 흑인들은 압도적으로 공화당 지지파였다. 남부의 주들은 1890년에서 1908년에 걸쳐서 인두세나 문자해독능력 시험 등을 통해서 선거인 등록과 투표행위에 제한을 가하는 헌법개정 및 법령을 통과시킴으로써 많은 흑인들 및 가난한 백인들의 선거권을 박탈했다. 남부와 북부사이의 경계 주들 및 북부 주들에서는 더 많은 흑인들이 계속 투표를 할 수 있었다.
워싱턴은 많은 백인 정치인 및 기업가들과 친분을 쌓으며 일했다. 그의 특기는 부유한 백인들을 설득하여 흑인들을 위한 사업에 돈을 기부하도록 만드는 것이었다. 그는 흑인들이 동등한 사회적 권리를 얻는 가장 확실한 방법은 인내심과 근면과 절약 및 유능함을 보여주는 것이라고 주장했다. 이것이 미국에서 흑인들의 현실을 개선시키는 비결이었다. 그는 흑인들이 이제 막 해방되었으므로, 그들에게 한꺼번에 너무 많은 것을 기대해서는 안 된다고 생각했다. 워싱턴은 "성공이란 사람이 살아생전에 도달한 지위에 의해서가 아니라 성공하기 위해 노력하는 과정에서 극복해야 했던 장애물들에 의해 평가되어야 한다"고 말했다.

## 죽음

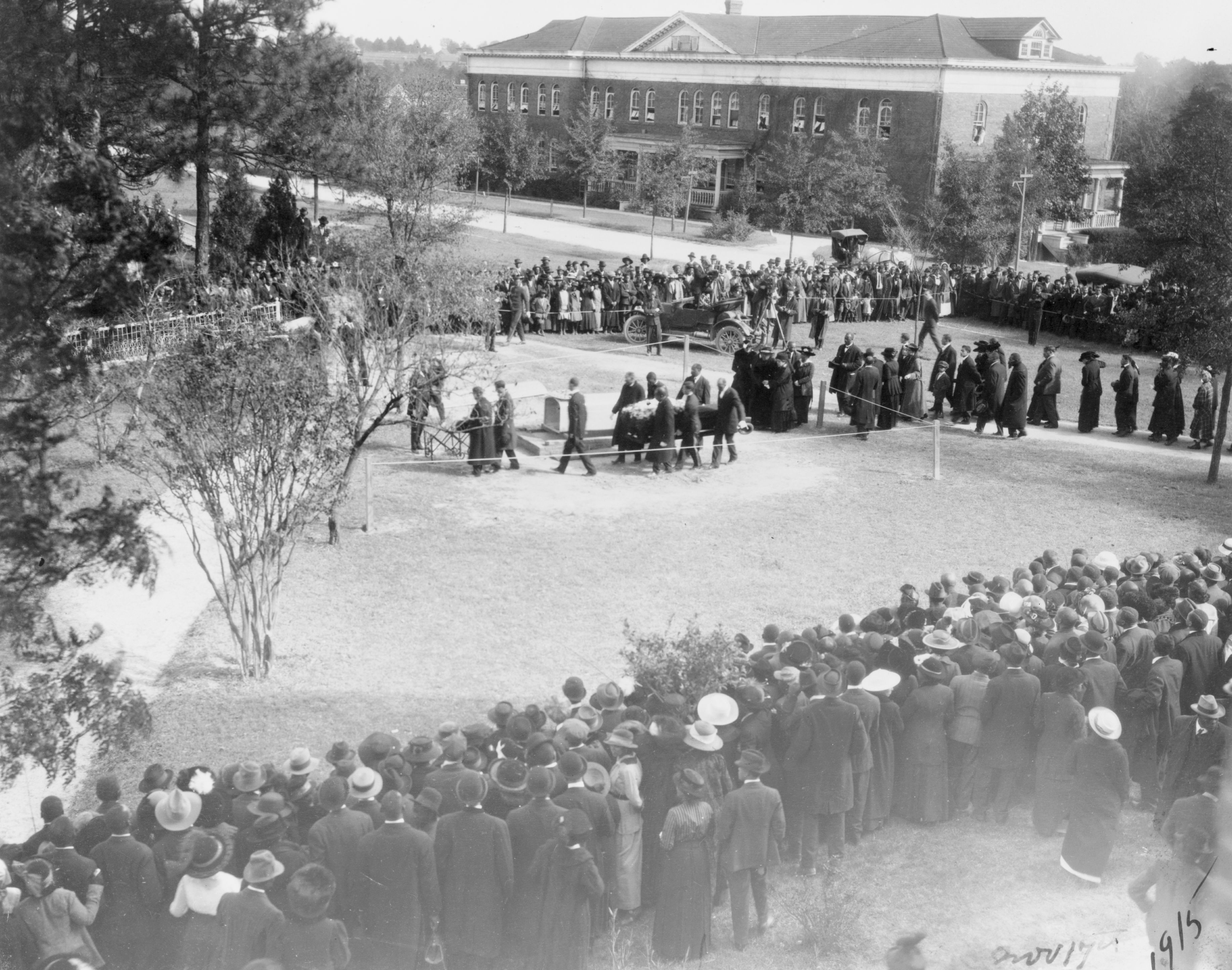
워싱턴의 장례 행렬

워싱턴은 자주 여행을 다니고 광범위한 일을 했지만, 터스키기의 교장직은 지속했다. 그는 급속도로 건강이 악화되어 뉴욕에서 쓰러졌고, 터스키기 자택으로 실려와서, 1915년 11월 14일에 59세의 나이로 사망했다.
그의 사인은 명확하게 밝혀지지는 않았지만 아마도 신경쇠약과 동맥경화증이었을 것이다. 그는 터스키기 대학 부속 예배당 근처에 묻혔다.
당시에 그의 죽음은 과로로 악화된 울혈성 심부전 때문인 것으로 여겨졌다. 2006년 3월에 유족들의 동의하에 의료기록에 대한 조사가 이루어져서 그의 사인이 정상수치의 2배가 넘는 고혈압 탓인 것으로 밝혀졌다.
그가 사망하자 터스키기에 150만 달러가 넘는 기부금이 쇄도했다. 그의 인생 최대의 업적인 남부 흑인들을 위한 교육기관은 본궤도에 올랐으며 날로 확장되고 있었다.

## 명예학위와 기념비들
워싱턴은 미국사회에 공헌한 대가로 1896년에 하버드 대학으로부터 명예석사학위를 받았고, 1901년에는 다트머스 대학으로부터 명예 박사학위를 받았다. 

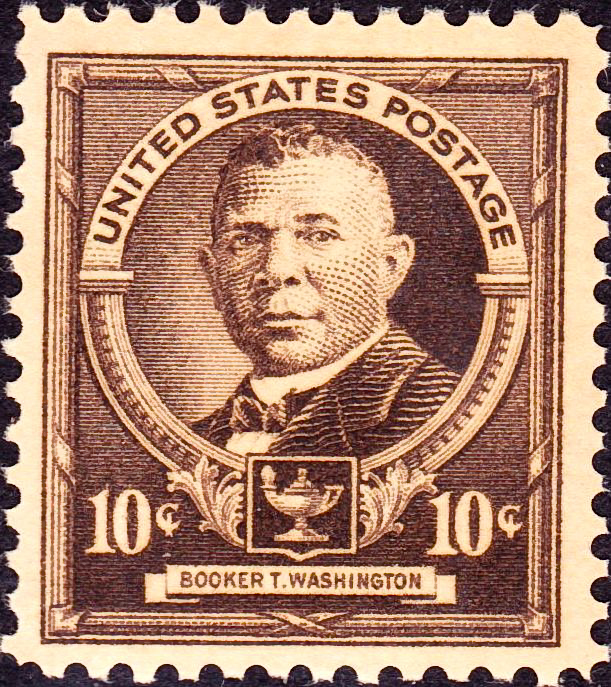
1940년 우표에 나온 워싱턴의 자화상

1901년에 시어도어 루즈벨트 대통령의 초대를 받고 백악관을 방문했던 최초의 흑인이었다. 2008년 대통령 선거 직후에 패배한 공화당 후보 존 맥케인 상원의원은 "한 세기 전의 워싱턴의 백악관 방문이 씨앗이 되어 최초의 흑인 대통령인 버락 오바마로 결실을 맺었다"고 말했다.
1934년에 워싱턴의 후임으로 터스키기 대학의 학장이 된 로버트 루사 모턴(Robert Russa Moton)은 2명의 흑인 비행사를 위한 비행기 여행을 주선했으며, 이후에 그 비행기는 부커 T. 워싱턴으로 명명되었다.
1940년 4월 7일에 워싱턴은 흑인으로서는 최초로 미국 우표에 등장하게 되었다. 흑인이 등장하는 최초의 동전은 50센트 짜리 부커 T. 워싱턴 기념주화였는데, 1946년부터 1951년에 걸쳐서 미국에서 주조되었다. 그는 또한 1951년부터 1954년에 걸쳐서 주조된 50센트짜리 미국 동전에도 등장했다. 워싱턴의 탄생 100주년 기념일인 1956년 4월 5일에 버지니아주 프랭클린 카운티에 있는 그의 생가가 부커 T. 워싱턴 국립 기념물로 지정되었다. 테네시주의 채터누가에 있는 주립 공원이 그의 이름을 따서 명명되었고, 그의 모교인 햄프턴 대학 근처의 햄프턴 강을 가로지르는 다리도 그의 이름을 따서 명명되었다.
1942년에 리버티 수송선(2차대전때 대량 건조한 약 1만톤급 수송선 - 역자주) 한 척이 부커 T. 워싱턴으로 명명되었는데, 대양항해선에 흑인의 이름이 붙여진 것은 이것이 최초였다. 배의 이름을 결정한 사람은 마리안 앤더슨(Marian Anderson)이었다.
1984년에 햄프턴 대학은 캠퍼스 내에 있는 역사적으로 유명한 '노예해방 떡갈나무' 근처에 부커 T. 워싱턴 기념관을 헌정하여, 미국의 위대한 교육자들과 사회 운동가들 중 한 명과, 교육 분야에서의 흑인들의 성취의 상징과의 관계를 확립했다. 미국 전역에 걸쳐서 수많은 고등학교와 중학교 및 초등학교들이 부커 T. 워싱턴의 이름을 따서 명명되었다.
터스키기 대학 캠퍼스 중심부에 "장막 벗기기(Lifting the Veil)"라고 불리는 부커 T. 워싱턴 기념동상이 1922년에 헌정되었다. 동상 하단부에는 다음과 같은 글이 새겨져 있다:
| “ | 그는 흑인들의 무지의 장막을 걷어냈으며, 교육과 산업을 통한 진보를 지향했다.(He lifted the veil of ignorance from his people and pointed the way to progress through education and industry.) | ” |

## 참고자료
- An Autobiography: 생애의 업적과 역사. Toronto, Ont.; Naperville, Ill.: J. L. Nichols & Co., c1901.
- Frederick Douglass. London: Hodder and Stoughton, 1906.
- 나의 큰 교육업정: Being Chapters from My Experience. Garden City, New York: Doubleday, Page & Company, 1911.
- Booker T. Washington: Online Resources, from the Library of Congress
- Up from Slavery: 자서전 from American Studies at the University of Virginia
- 노예에서 대학총장까지의 길:Being the Life Story of Booker T. Washington - 프로젝트 구텐베르크
- Booker T. Washington - 프로젝트 구텐베르크 , by Emmett J. Scott
- The Booker T. Washington papers digital archive, University of Illinois Press searchable index to complete annotated text of all important letters to and from Washington and all his writings.
- A Criticism of the Atlanta Compromise by W.E.B. Dubois
- Booker T. Washington Delivers the 1895 Atlanta "Compromise" Speech from the American Social History Project / Center for Media and Learning (Graduate Center, CUNY) and the Center for History and New Media (George Mason University)
- Booker T. Washington statue at Tuskegee University
- Abbott, Lyman (1921년 10 5월). “Snap-Shots Of My Contemporaries: Booker T. Washington”. 《The Outlook》 129: 181–182. 2009년 7월 30일에 확인함.
- The paper of Booker T. washington

1. ↑  조지 로렌스 엘리엇.  민경식 외 옮김, 편집. 《땅콩박사》. 대한기독교서회.